# Linton (West Yorkshire)
Linton – wieś w Anglii, w hrabstwie ceremonialnym West Yorkshire, w dystrykcie metropolitalnym Leeds. Leży 17 km na północny wschód od centrum miasta Leeds i 282 km na północ od Londynu.